# Stäkets gamla stationsområde

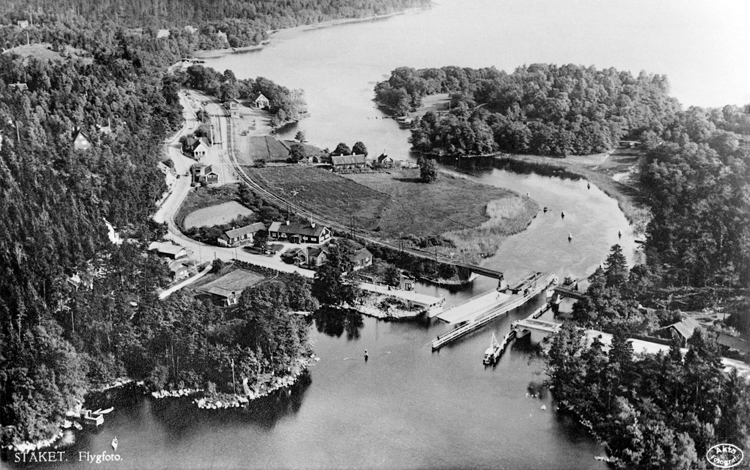
Vy över Stäkets gamla stationsområde. Flygbild från 1930-talet över Stäketsundet med Stäksön och Stäketsholmen till höger. Enköpingsvägen och järnvägen med Stäkets stationshus går snett genom bilden.

Stäkets gamla stationsområde är ett markområde i den nordligaste delen nuvarande Järfälla kommun, som ligger i Stäket i kommundelen Kallhäll-Stäket. På 1600-talet låg här Stäkets stad eller Stäketfläcken. Under åren 1900 till 1973 låg Stäkets stationsbyggnad här. Stäkets stationshus var i bruk fram till 1968. Gamla Enköpingsvägen går genom området och järnvägen gick tidigare över området. På den gamla banvallen går det idag en promenadväg här.

## Historik

### På Stäkets stads mark byggdes Stäkets järnvägsstation
Stäkets järnvägsstation på Västeråsbanan byggdes på 1600-talsstaden Stäkets stads eller Stäketfläckens tidigare mark. Marken vid Stäkets gamla stationsområde har en spännande historia under markytan. Idag finns här en vacker promenadväg, som följer den gamla banvallen. På 1600-talet låg här Stäkets stad eller Stäketfläcken. På samma markyta, som där järnvägen drogs fram år 1876 och där Stäkets stationshus senare byggdes år 1900, låg Stäkets stad eller Stäketfläcken på 1600-talet. Redan 1876 försvann troligen de sista lämningarna av Stäkets stad. Vad som döljer sig under markytan vid Stäkets gamla stationsområde vet dock ingen. Därför är hela området fornminnesregistrerat. Stäkets stationshus existerade i 73 år, fram till 1973, då det revs.

### Stationshuset

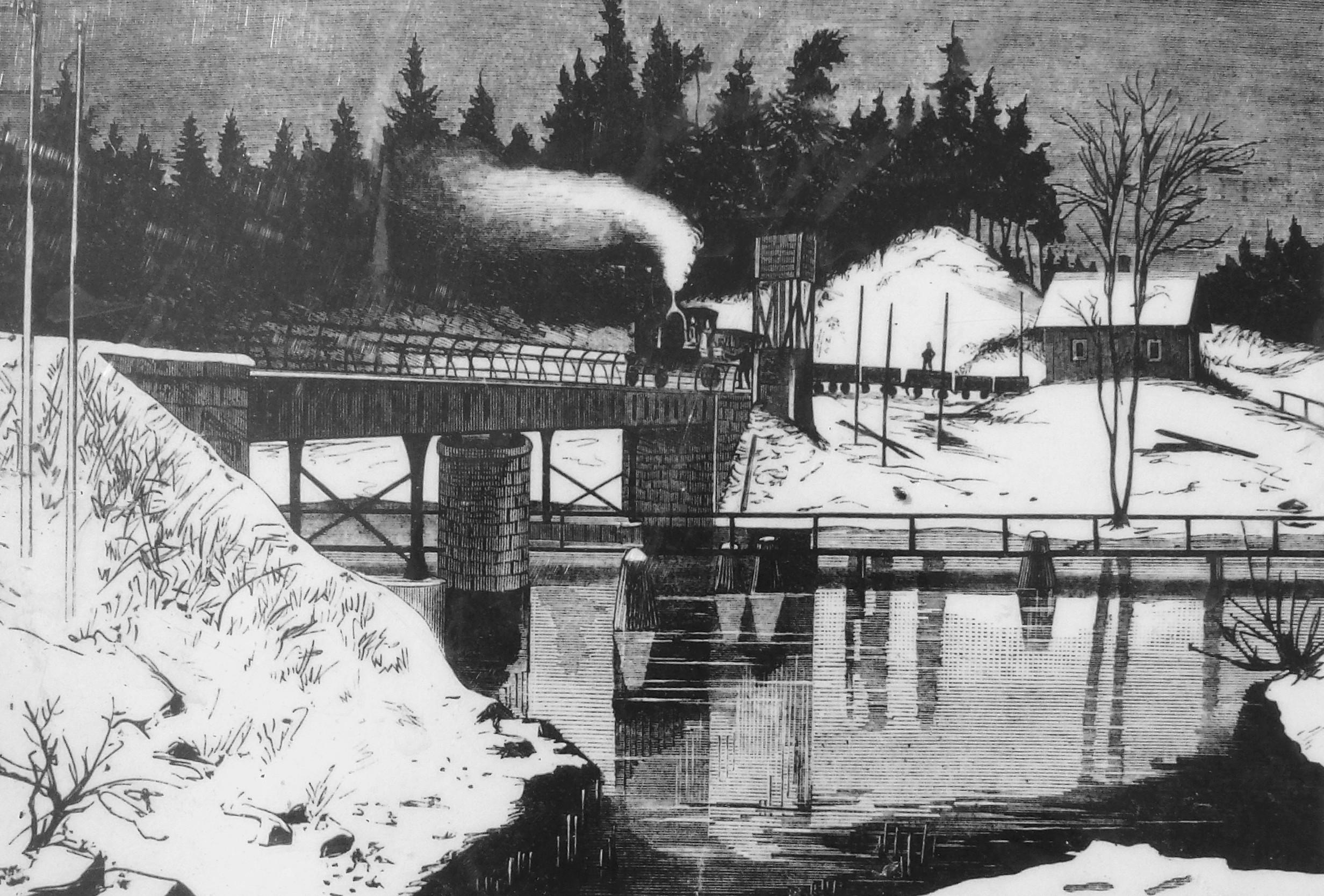
Invigning av järnvägsbron över Stäketsundet den 12 december 1876. Litografi av John Beer (1853-1906).

Järnvägslinjen längs Västeråsbanan gick från Stockholm till Bergslagen. Hela järnvägslinjen Stockholm-Köping invigdes den 12 december 1876 av Oscar II. Här byggdes de olika stationerna. Från början var den enda stationen i Järfälla Jakobsbergs station, vars stationshus från 1876 fortfarande finns kvar. Stationshuset vid Stäkets station togs i bruk år 1900, 24 år senare. Ytterligare sju år senare togs Kallhälls station i bruk år 1907 för att betjäna Bolinder Fabriks ABs nya industriområde och anslutande villaområde på dåvarande Stockholm-Västerås-Bergslagens Järnvägar.
I anslutning till överfarten över vattnet vid Stäket, låg Tegelhagen och Kolartorp vid landsvägen. Dessa två så kallade Stäkethemman omnämns i skriftliga källor för första gången i mitten av 1500-talet. Fram till 1968 hade Stäket en station vid Mälarbanans gamla sträckning. När pendeltågstrafiken startade den 12 maj 1968 lades Stäkets station ned och fem år senare revs huset. Stationshuset, som var byggt år 1900, revs 1973.

### Från år 1900 stannade tågen vid Stäkets station

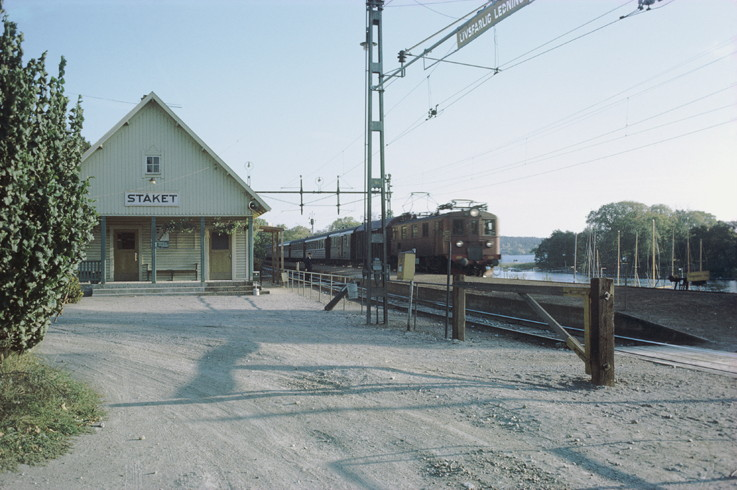
Stäkets stationshus på 1960-talet. Stationshuset byggdes år 1900 och var i bruk fram till 1968. Stationshusbyggnaden revs 1973.

Det var tillkomsten av Västeråsbanan, det vill säga nuvarande Mälarbanan, som gjorde området i Järfälla attraktivt att bebygga.
De olika tätorterna i kommunen växte upp i närheten av järnvägen. En järnväg mellan Stockholm och Västerås började tidigt att diskuteras, men det dröjde till 1871 innan arbetena startade. Efter en del ekonomiska problem invigdes banan 1876 av kung Oscar II. Från år 1900 stannade tågen i Stäket. Västeråsbanan var den första privata järnvägen i Stockholmstrakten. Det var riksdagsmannen Erik Josias Sparre (1816-1886) som var den främste initiativtagaren till järnvägen. Omkring år 1870 drev han starkt frågan om att järnvägsbyggandet i Sverige enbart borde ske i privat regi. Till detta hade han starkt stöd av bland annat Albert Lindhagen, som var ledamot i Stockholms stadsfullmäktige. Efter diverse turer kunde bygget påbörjas och år 1876 öppnades sträckan Stockholm-Köping för trafik.

## Villasamhälle

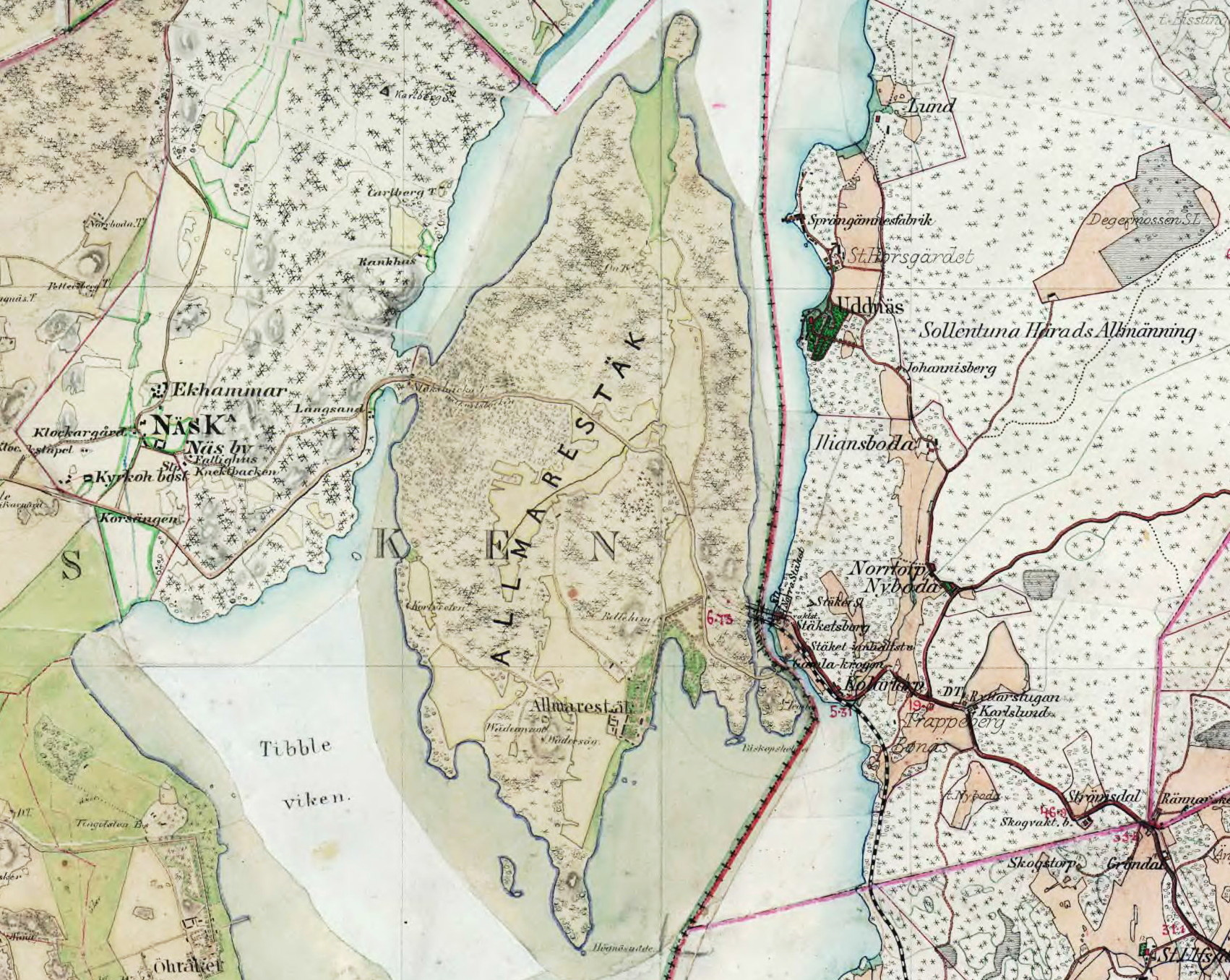
Karta över Almarestäket från 1860-talet. På kartan ser man hur järnvägen, Västeråsbanan, hade dragits fram. I kartans mitt syns Stäksön. Häradskartan från Lantmäteriet.

När Stäket fått sin station väcktes idén att skapa ett exklusivt villasamhälle, såsom till exempel det i Djursholm. Ägaren vid Almare-Stäket, greve Gustaf Magnus Björnstjerna, lät stycka av tomter i Stäketområdet. Dock lyckades han inte hindra arbetare från att bosätta sig i Stäket.
Ett 30-tal villor och sommarstugor uppfördes under 1900-talets första årtionden. Utbyggnaden fortsatte sedan med några hus per år, men dessa hus var oftast mindre. Den exklusiva förorten som planerades kunde inte realiseras. Några av orsakerna till detta var troligen det stora avståndet till centrala Stockholm, de glesa tågförbindelserna och konkurrens från mer etablerade samhällen. Villorna uppfördes i trä och de var relativt stora och individuellt utformade. Snett emot Stäkets station uppfördes Stäkets lanthandel 1929. Redan från början inrymde byggnaden Stäkets lanthandel och samma år flyttades också postkontoret hit från Stäketsborg. Byggnaden, som är en våning hög, ligger invid gamla Enköpingsvägen. Senare byggdes huset om invändigt och fungerade som affär.

## Gångbiljett

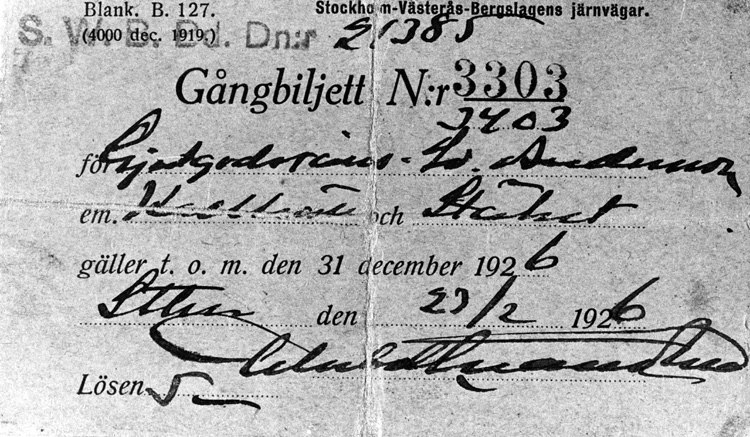
Gångbiljett (framsida) för gjutgodsrensaren S Andersson mellan Kallhäll och Stäket, gällande år 1926. Man fick gå på banvallen om man köpte biljett och följde vissa föreskrifter.

Då Bolinders började bygga upp sina verkstäder i Kallhäll byggdes Kallhälls station och invigdes 1907, men redan 1876 hade järnvägen Stockholm-Köping öppnats. För Stäketbor som arbetare på Bolinders, var järnvägen den närmaste vägen. Det var många som gick på spåren, men man måste betala för det. En gångbiljett på spåret kostade 5 kronor om året. Vid Stäkets station brukade arbetare som kom cyklande från Uddnäs och Kungsängen infartsparkera vid Bonäs och gå sista sträckan. Banvakten vid Kallhälls station utsågs till "spärrvakt" och kontrollant. Han skulle övervaka att ingen gratispromenerade sträckan utan "giltigt färdbevis". På kortets baksida stod det att man enligt reglerna skulle stiga av spåret när tåget kom. Annars kunde man mista kortet och få böta.